# M. Revis

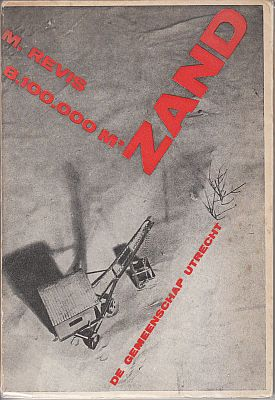
8.100.000 m³ zand.
Omslag door A.M. Oosterbaan (1932)

M. Revis, pseudoniem van Willem Visser (Zeist, 6 augustus 1904 - Amsterdam, 16 maart 1973), was een Nederlandse prozaschrijver wiens oeuvre bij uitstek de literaire stroming van de nieuwe zakelijkheid vertegenwoordigt. Andere schrijvers die met enige romans tot deze stroming gerekend worden zijn onder anderen Ben Stroman met Stad (1932), Jef Last met Partij remise (1933) en Zuiderzee (1934) en Albert Kuyle met Harten en brood (1933).
Tussen 1933 en 1953 publiceerde Revis literaire kritieken in Critisch Bulletin, dat aanvankelijk tot en met 1941 als bijblad van het humanitair georiënteerde literaire tijdschrift De stem verscheen. Visser was tevens journalist. Vanaf 1945 tot aan zijn pensionering in 1969 was hij in verschillende functies verbonden aan het Algemeen Handelsblad, laatstelijk als waarnemend hoofdredacteur.

## Werken
- 8.100.000 m³ zand (1932)
- Gelakte hersens. Ford's leven-Ford's auto's (1934)
- Zaharoff (1938)
- Kringloop. De geschiedenis van een schip (1942)
- Paviljoen van glas. Een Amsterdamse cavalcade (1947)
- Thuishaven. Een roman over dingen (1947)
- Valse meesters (1948)
- Mensen die muiten. Historische roman (1952)
- Spoorzoekers. Roman van een laboratorium (1959)
- Knopen in het koord. Twaalf verhalen. (Stadia van Amsterdam) (1965)
- Stenen uit het mozaïek. Andermaal twaalf verhalen. (Stadia van Amsterdam) (1966)
- Lampen langs de weg. Nogmaals twaalf verhalen. (Stadia van Amsterdam) (1967)

## Over Revis
- Hans Anten, Van realisme naar zakelijkheid. Proza-opvattingen tussen 1916 en 1932. Utrecht 1982.
- Hans Anten, M. Revis. In: Kritisch Literatuur Lexicon. 1990.
- Hans Anten, De bezielde zakelijkheid van M. Revis. Over het oeuvre van een vergeten auteur. Vooys 8 (1990), nr. 2, p. 2-9.
- Jaap Goedegebuure, Nieuwe Zakelijkheid. Utrecht 1992.
- Ralf Grüttemeier, Hybride Welten. Aspekte der Nieuwe Zakelijkheid in der niederländische Literatur. Hoofdstuk 3 en 4. Stuttgart 1995.
- Martha K. de Bruin, Het velerlei aspect van één ding. Vooys 25 (2007), nr. 4, p. 54-63.